# Fatiha (imię)
Fatiha (arab. ﻓﺘﻴﺤﺔ) – arabskie imię żeńskie. Pochodzi od tytułu pierwszej sury Koranu Al-Fatihy (arab. الفاتحة).
Zdrobnienie arabskie brzmi Fifi (arab. ﻓﻴﻔﻲ).
Istnieje również forma męska Fathi lub Fatih (arab. ﻓﺘﺤﻲ).

## Osoby o tym imieniu
- Fatiha Amara
- Fatiha Aitowa